# Wappen der Gemeinde Oberding
Das Wappen der Gemeinde Oberding ist seit 1950 neben der Flagge das offizielle Hoheitszeichen von Oberding.

## Blasonierung
„In Blau ein schräglinks gestelltes silbernes Sensenblatt.“

## Geschichte
Das Wappen wurde vom Münchener Heraldiker Emil Werz gestaltet.
Das Bayerische Staatsministerium des Innern genehmigte mit Beschluss vom 25. Mai 1950 die Führung des Wappens durch die Gemeinde.

## Wappenbegründung
Der Ort Dieng, heute Oberding, taucht als villa deoinga erstmals in den Urkunden am 3. Juli 750 als Ausstellungsort einer Schenkungsurkunde Herzog Tassilos III. auf. Damals überließen Freibauern und der Herzog Besitzungen an der Isar dem Bischof Joseph von Freising. Da die einstigen grundherrlichen Verhältnisse keine geeigneten Anknüpfungspunkte für ein Gemeindewappen ergaben, wurde ein Sinnbild aus der bäuerlichen Begriffswelt zugrunde gelegt. Diese Wahl rechtfertigen die Gründung der Siedlung durch den ortsnamengebenden Freibauern Deo, die dauernde bäuerliche Eigenart der Siedlung, und schließlich die Tatsache, dass das Stadtwappen des benachbarten Erding ebenfalls ein bäuerliches Symbol zeigt. Ohnehin darf schon von Anfang an ein siedlungsgeschichtlicher Zusammenhang zwischen den Orten Ding und Erding vermutet werden.
Die Farben des schlichten Wappens – die Tingierung – sollen auf die Eigenschaft der Siedlung Ding als herzoglicher Besitz im 8. Jahrhundert und auf die Landeszugehörigkeit hinweisen. Die Anbringung der Jahreszahl 750 über dem oberen Schildrand im gemeindlichen Dienstsiegel ist durch das außergewöhnlich hohe, urkundlich belegbare Alter des Ortes begründet.